# تومواكي ماكينو
تومواكي مايكنو، (اليابانية، 槙野 智章 )، من مواليد 11 مايو 1987 بمدينة نيشي- كو باليابان، لاعب كرة قدم ياباني معتزل ، كان يلعب لصالح نادي أوراوا رد دايموندز بدوري الدرجة الأولى الياباني وذلك كمدافع أوسط.

## روابط خارجية
- تومواكي ماكينو على موقع الاتحاد الدولي (مؤرشف)  (الإنجليزية)
- تومواكي ماكينو على موقع رابطة كرة القدم اليابانية للمحترفين (اليابانية)
- تومواكي ماكينو على موقع قاعدة بيانات كرة القدم.إي يو (الإنجليزية)
- تومواكي ماكينو على موقع بيانات كرة القدم. دي إي (الألمانية)
- تومواكي ماكينو على موقع ناشيونال فوتبول تيمز (الإنجليزية)
- تومواكي ماكينو على موقع Soccerway.com (الإنجليزية)
- تومواكي ماكينو على موقع عالم كرة القدم.نت (الإنجليزية)